# 女贵族莫洛卓娃

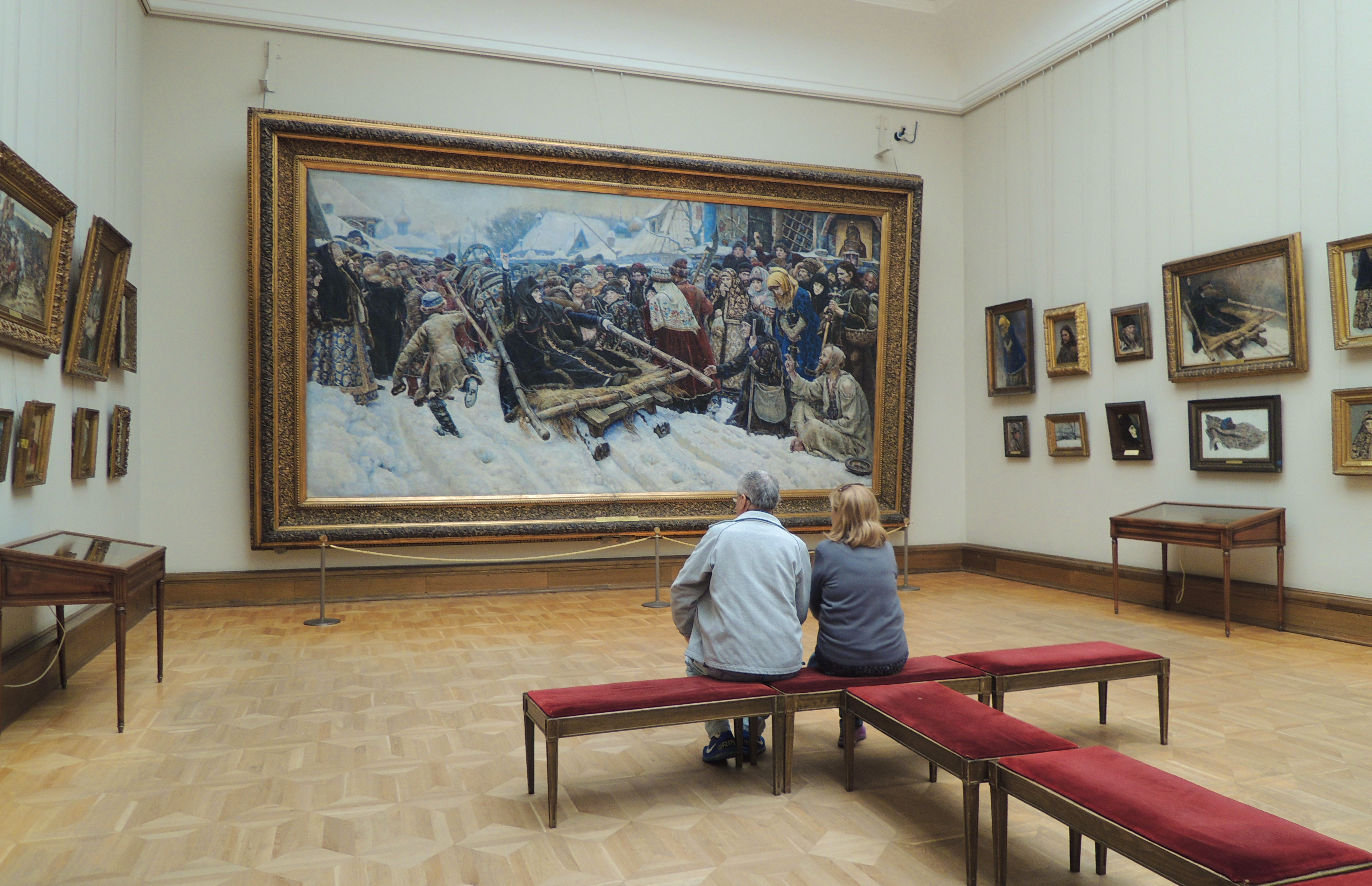

《女贵族莫罗佐娃》（俄语：Боя́рыня Моро́зова）是俄国画家瓦西里·伊万诺维奇·苏里科夫（1848-1916）的一幅名画，大小为304 × 587.5 см 厘米，绘于1887年，保存在莫斯科的特列季亚科夫画廊。
这幅画描绘了17世纪俄罗斯正教会分裂的历史。画中莫斯科白雪覆盖的街道上，雪橇上戴着手铐的是被捕的旧礼仪派教徒菲奥多西娅·莫洛佐娃，她继续坚持以傳統的兩指手勢劃十字聖號，拒不遵守改革后的三指规定。一个乞丐也在模仿莫洛佐娃的手勢。

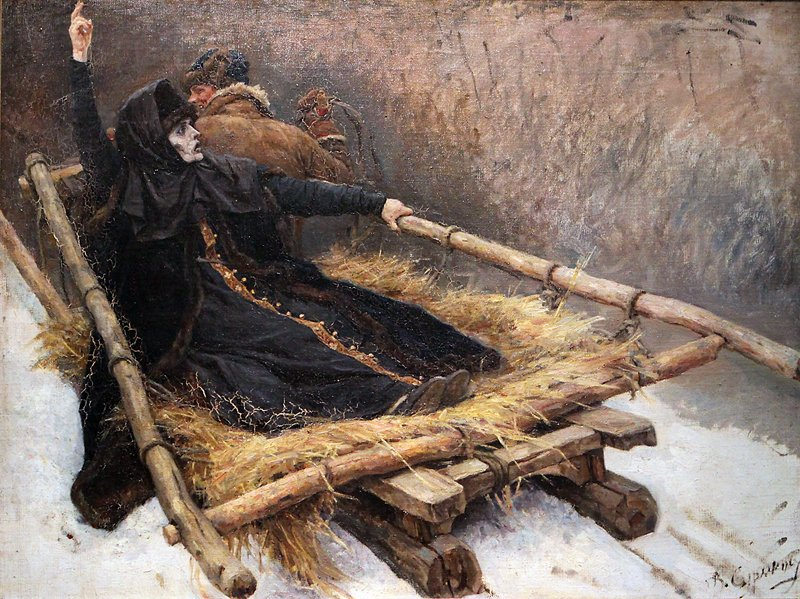
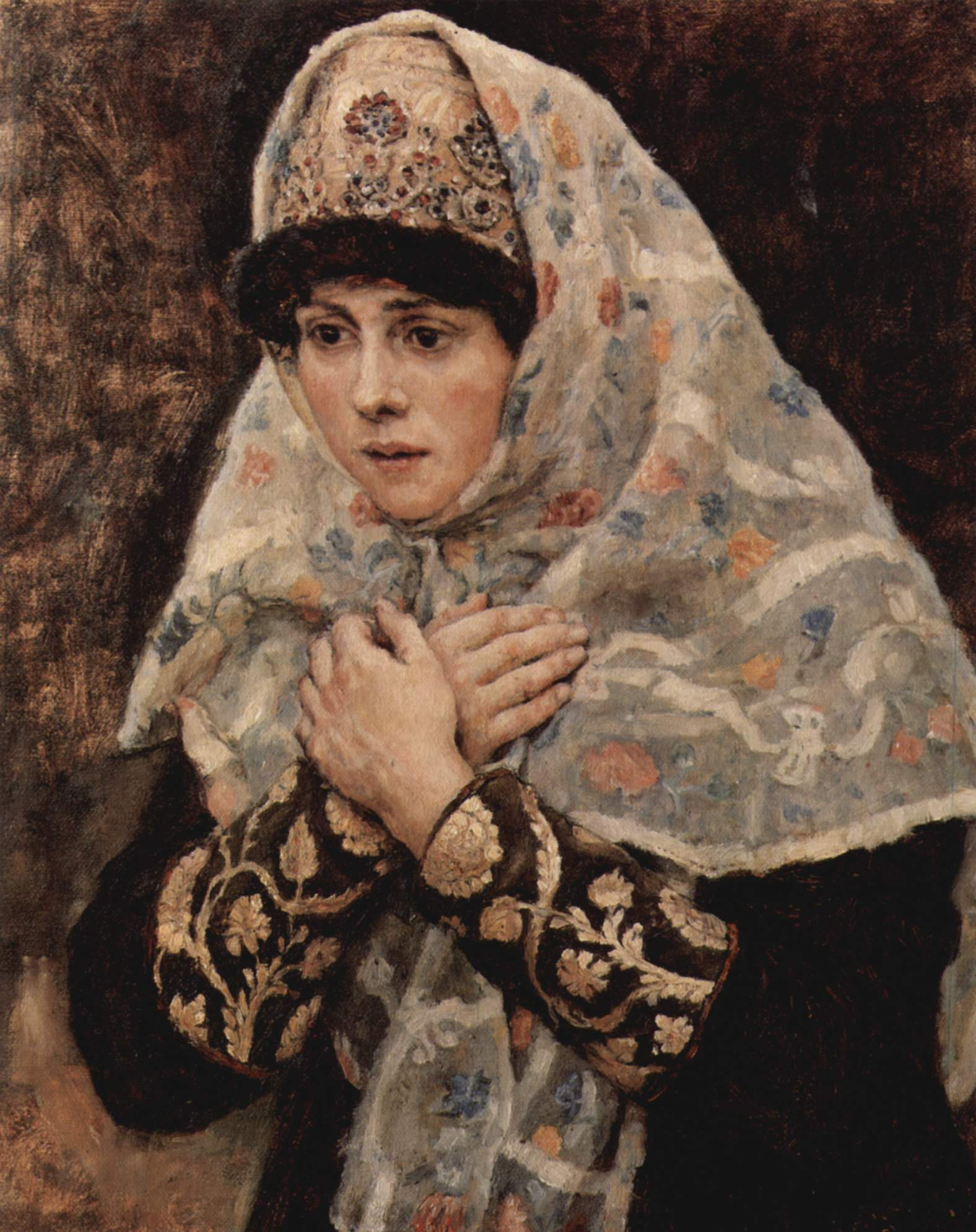
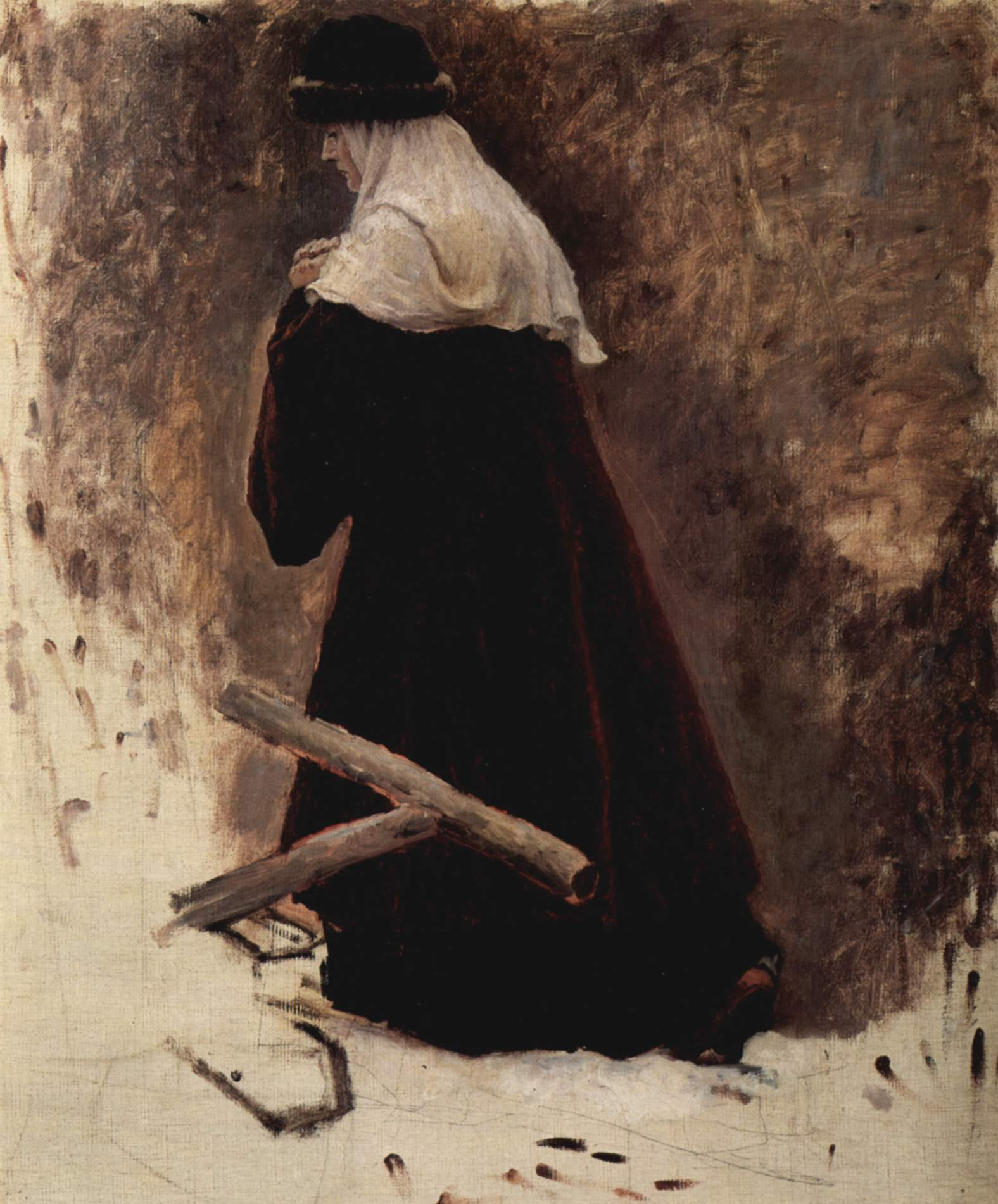
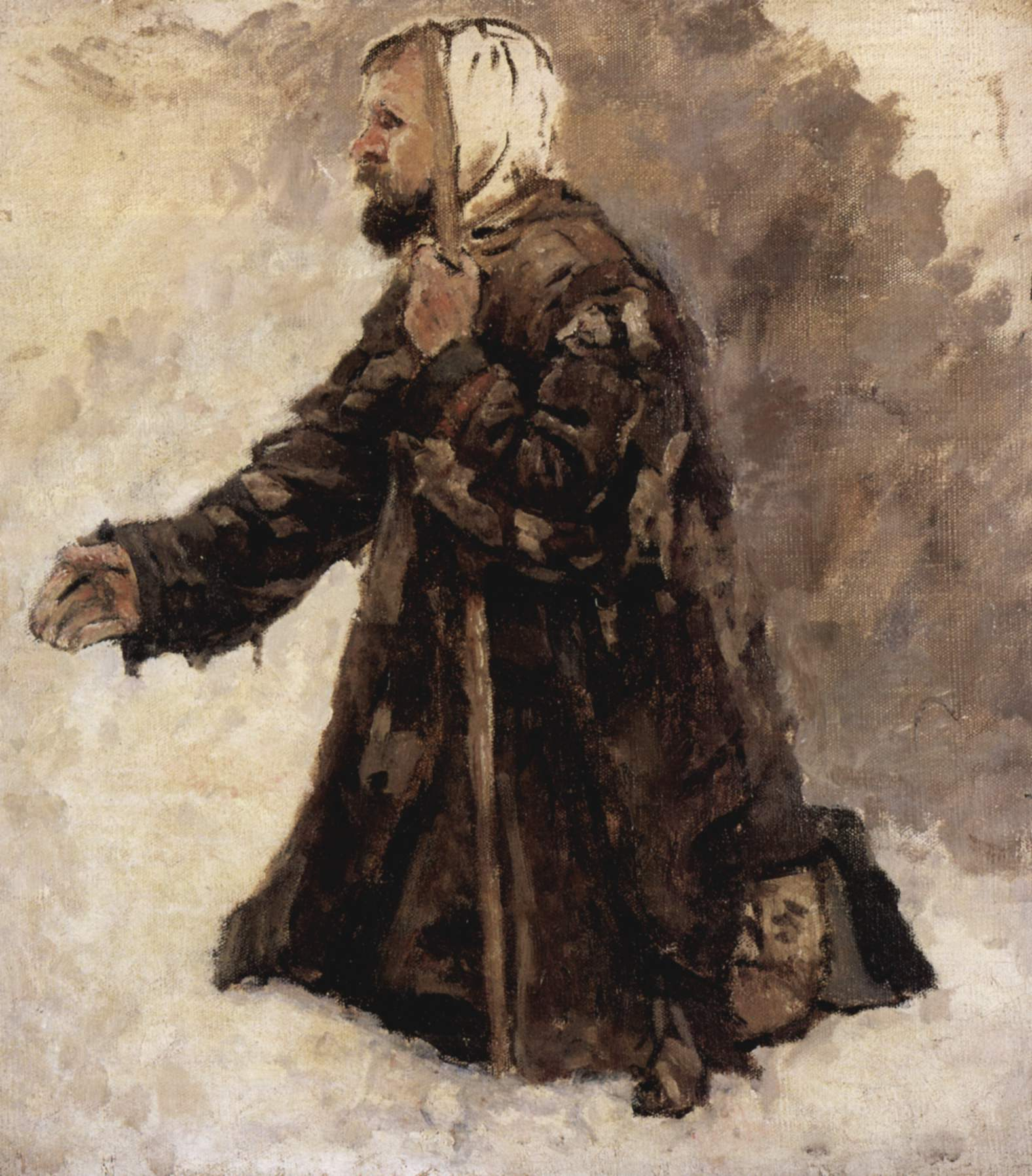
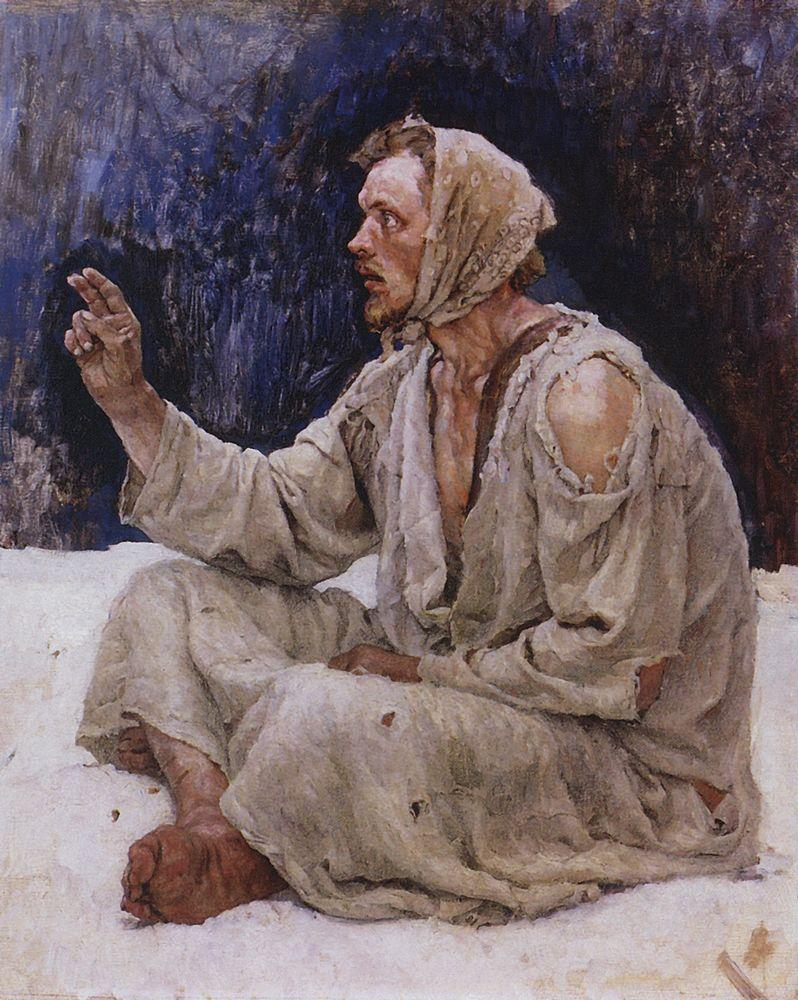